# Jerzy Ołdakowski
Jerzy Ołdakowski (ur. 5 maja 1883 w Wielcach, guberni wołyńskiej, zm. ?) – polski samorządowiec, burmistrz Nowej Wilejki (1928–1934) i prezydent Pińska (1934–1939).

## Życiorys

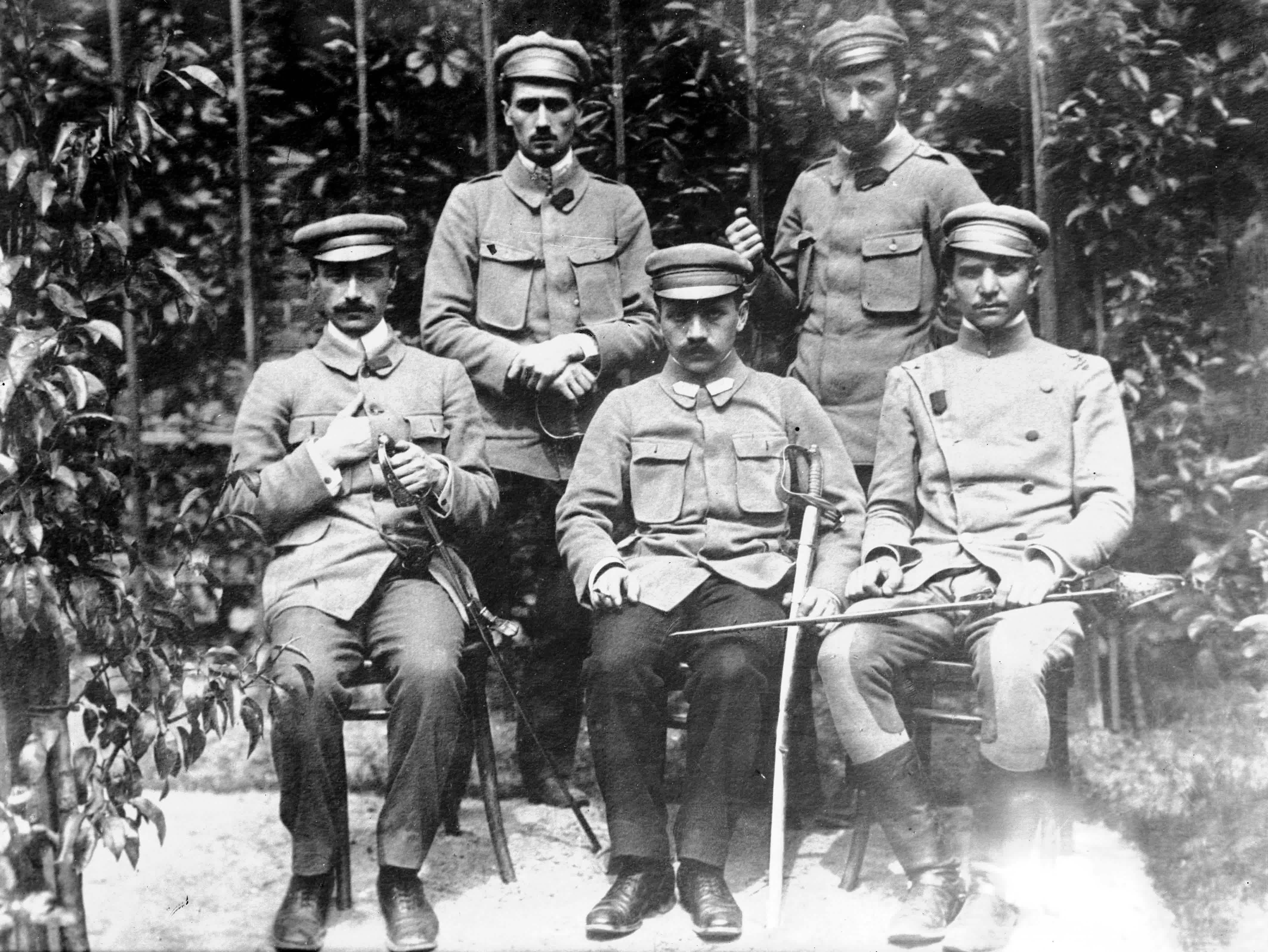
Grupa współorganizatorów Związku Strzeleckiego (1914). Siedzą od lewej: Jerzy Ołdakowski, Mieczysław Ryś-Trojanowski, Władysław Belina-Prażmowski. Stoją od lewej: Julian Stachiewicz, Edward Rydz-Śmigły.

Urodził się 5 maja 1883 w Wielcach jako syn Bolesława. Ukończył szkołę realną w Równem, po czym podjął studia na Politechnice Lwowskiej. W Galicji związał się z PPS oraz Związkiem Walki Czynnej. W 1914 współorganizator Związku Strzeleckiego oraz delegat ZWC do Kijowa, gdzie został ujęty przez carską Ochranę, osadzony w więzieniu oraz skazany wyrokiem sądu kijowskiego na zsyłkę syberyjską. Zwolniony w 1917 pracował we Władywostoku w rosyjskim urzędzie repatriacyjnym. Do Polski powrócił na jesieni 1924, obejmując funkcję dyrektora biura kontroli zakładów przemysłowych Funduszu Pracy w Grodnie i Wilnie. Od 1928 pełnił obowiązki burmistrza Nowej Wilejki. Po wyborach samorządowych 1934 i ukonstytuowaniu się nowej Rady Miejskiej został wybrany prezydentem Pińska. We wrześniu 1939, zaraz po zajęciu miasta przez Armię Czerwoną, został aresztowany (i prawdopodobnie zamordowany) przez NKWD.

## Ordery i odznaczenia
- Krzyż Niepodległości (13 kwietnia 1931)[5]
- Krzyż Oficerski Order Odrodzenia Polski (10 listopada 1928)[6]
- Złoty Krzyż Zasługi (10 listopada 1933)[7]
- Znak Oficerski „Parasol”